# Daniel Alfredsson
Daniel Alfredsson (født 11. december 1972 i Göteborg) er en svensk tidligere professionel ishockeyspiller, der spillede for Detroit Red Wings og Ottawa Senators i NHL. Hans foretrukne position på isen var højre wing. Han blev draftet af Ottawa Senators i 1994 i sjette runde som nr 133. Han har blandt andet vundet NHL's Calder Trophy som årets bedste rookie i 1996. Han har været Ottawas kaptajn siden 1999-2000. Alfredsson spillede normalt på den første linje, som tidligere var tilnavnet »Pizza linjen» med center Jason Spezza og venstre wing Dany Heatley, før Heatley blev byttet til San Jose Sharks. Han var traditionelt den fjerde frem på isen i rollen som pointman på Ottawas powerplay. Han var en af ligaens top to-vejs spillere, og han er indehaver af Senators holdrekorder i mål (375), hjælper (617), og punkt (992) med 1002 spil. Han har spillet tretten gange for Sverige internationalt, herunder med 2006 guldmedalje hold.

## Elitserien
Alfredsson fik sin debut i den øverste division som 20-årige, da han gik fra Division 2- Mölndal Hockey Klub til Västra Frölunda HC. Han så fra starten mere som en hårdtarbejdende forward end som stjernen han ville blive. Under hans debut sæson 1992/1993, lavede han kun ét mål og fem hjælper i 20 kampe. Hans gennembrud kom i stedet i en alder af 21, under sin anden sæson i den øverste division. I 39 kampe, lavede han 20 mål og 10 assists, og var en af Frölunda's bedste spillere.

## NHL
Efter et flere sæson i Frölunda flyttede Alfredsson til NHL Ottawa Senators før 1995-1996 sæsonen. Klubben havde en turbulent sæson: en general manager og to trænere var fyret, og holdets stjerne Alexei Yashin strejkede. På trods af dette, fik Alfredsson 26 mål og 35 assist for i alt 61 point, og vandt Calder Trophy, der gives til ligaens bedste nybegynder (en pris, Peter Forsberg vandt også sæsonen før). Alfredsson var også udtaget til All-Star kampen.
I Alfredssons anden NHL sæson, 1996-97 gjorde han en total på 71 point og førte holdet til playoffs for første gang i klubbens historie. Den efterfølgende sæson vandt Ottawa Senators for første gang i det nordøstlige Division. Alfredsson blev holdkaptajn i 1999-2000 efter Alexei Yashin nægtede at spille. Den kontroversielle Yashin blev senere fjernet, og Alfredsson har siden været en kaptajn. Selv om Ottawa Senators i 2000'erne har været en top hold i NHL har de ikke lykkede at vinde Stanley Cup. Imidlertid blev holdet tildelt den prestigefyldte Presidents 'Trophy sæson 2002-03, som det bedste hold i den regulære sæson.
I Lockout sæsonen, 2004-05, flyttede han tilbage til Västra Frölunda HC at spille. Sammen med to andre NHL spillere, Samuel Påhlsson og Per-Johan Axelsson, dannede han holdet förstakedja. I 15 kampe i den regulære sæson gjorde han 17 point, heraf otte mål. Sæsonen blev en stor succes for Frölunda, der vandt guldmedalje efter at have vundet finalen mod Ferry BK.
Næste sæson var NHL oppe og køre igen. Tilbage i Ottawa Senators Alfredsson havde sin bedste sæson i point nogensinde. I en linje med stjernerne Jason Spezza og Dany Heatley, lavede han 103 punkter, herunder 43 mål. Med denne score høst, blev han femte bedste i hele NHL. Senatorerne re-etableret sig som en af ligaens bedste hold og vandt Eastern Conference.
Efter en træg start sæson faldt Alfredssons pointe produktion i 2006-07 til i alt 87 point, men det var stadig den bedste af alle svenskere i NHL. Han kom også på andenpladsen i ligaen plusminus. I foråret førte Alfredsson Ottawa til klubbens første Stanley Cup-finale. Han var den første europæiske kaptajn i en Stanley Cup finale og andre svenske Peter Forsberg, lykkedes det ham at vinde slutrunden point – med 22 punkter, herunder 14 mål. Alfredsson var også en varm kandidat til at vinde Conn Smythe Trophy, prisen for finalens mest værdifulde spiller, men det gik i stedet til Anaheim's Scott Niedermayer.
24 januar 2008 fik Alfredsson nye holdrekord i Ottawa, da han scorede syv point (tre mål og fire assists) i et spil. Omkring samme tid, kom han også til toppen af NHL's point for første gang.
Daniel Alfredsson er en spiller, der arbejder hårdt i hver byte, og deltager i de defensive spil. Han er også en god skojter med fremragende inde vildt og skød, gør ham til en højrefløj af høj international standard. Hans energiske spillestil har givet ham nogle skadeproblem; årene 1997-2000, spillede han mindre end 60 kampe hver sæson. Selv om han har siden haft relativt lidt problemer med skader, så han gik glip af skære fire eller fem spil pr sæson og har ikke spillet en hel NHL-sæson siden han var en nybegynder 1995-96.
Daniel Alfredsson har været valgt til NHL's All-Star-kampe fem gange – 1996, 1997, 1998, 2004 og 2008 – og er også en af fire svenskere, der er udnævnt til NHL Anden All-Star Team (de tre andre er Börje Salming, Mats Näslund og Mats Sundin).
Den 7. april 2010 spillede Alfredsson sin kamp nummer 1000 i NHL. Han blev den ottende svensker til at nå milepælen. 
Han stoppede sin karriere i december 2014 efter at have spillet 17 sæsoner i Ottowa og en enkelt sidste sæson i Detroit.

## Statistik
| 1992-93   | Frölunda HC     | SEL       | 21   | 1   | 5   | 6   | 8   | –   | –  | –  | –  | –  |
| 1993-94   | Frölunda HC     | SEL       | 39   | 20  | 10  | 30  | 18  | 4   | 1  | 1  | 2  | 8  |
| 1994-95   | Frölunda HC     | SEL       | 22   | 7   | 11  | 18  | 22  | –   | –  | –  | –  | –  |
| 1995-96   | Ottawa Senators | NHL       | 82   | 26  | 35  | 61  | 28  | –   | –  | –  | –  | –  |
| 1996-97   | Ottawa Senators | NHL       | 76   | 24  | 47  | 71  | 30  | 7   | 5  | 2  | 7  | 6  |
| 1997-98   | Ottawa Senators | NHL       | 55   | 17  | 28  | 45  | 18  | 11  | 7  | 2  | 9  | 20 |
| 1998-99   | Ottawa Senators | NHL       | 58   | 11  | 22  | 33  | 14  | 4   | 1  | 2  | 3  | 4  |
| 1999-00   | Ottawa Senators | NHL       | 57   | 21  | 38  | 59  | 28  | 6   | 3  | 1  | 4  | 2  |
| 2000-01   | Ottawa Senators | NHL       | 68   | 24  | 46  | 70  | 30  | 4   | 1  | 0  | 1  | 2  |
| 2001-02   | Ottawa Senators | NHL       | 78   | 37  | 34  | 71  | 45  | 12  | 7  | 6  | 13 | 4  |
| 2002-03   | Ottawa Senators | NHL       | 78   | 27  | 51  | 78  | 42  | 18  | 4  | 4  | 8  | 12 |
| 2003-04   | Ottawa Senators | NHL       | 77   | 32  | 48  | 80  | 24  | 7   | 1  | 2  | 3  | 2  |
| 2004-05   | Frölunda HC     | SEL       | 15   | 8   | 9   | 17  | 10  | 14  | 12 | 6  | 18 | 8  |
| 2005-06   | Ottawa Senators | NHL       | 77   | 43  | 60  | 103 | 50  | 10  | 2  | 8  | 10 | 4  |
| 2006-07   | Ottawa Senators | NHL       | 77   | 29  | 58  | 87  | 42  | 20  | 14 | 8  | 22 | 10 |
| 2007-08   | Ottawa Senators | NHL       | 70   | 40  | 49  | 89  | 34  | 2   | 0  | 0  | 0  | 0  |
| 2008-09   | Ottawa Senators | NHL       | 79   | 24  | 50  | 74  | 24  | 0   | 0  | 0  | 0  | 0  |
| 2009-10   | Ottawa Senators | NHL       | 70   | 20  | 51  | 71  | 22  | 6   | 2  | 6  | 8  | 2  |
| SEL Total | SEL Total       | SEL Total | 97   | 36  | 35  | 71  | 58  | 18  | 13 | 7  | 20 | 16 |
| NHL Total | NHL Total       | NHL Total | 1002 | 375 | 617 | 992 | 431 | 107 | 45 | 43 | 88 | 68 |

## Meriter
- 1995 VM-Sølv
- 1996 WC-Bronze
- Årets rookie i NHL 1996
- 1999 VM-Bronze
- 2001 VM-Bronze
- 2004 VM-Sølv
- SM-Guld: 2005
- OL-Guld: 2006

## Hold
- Göteborgs IK  (moderklub)
- IF Mölndal Hockey 1990/1991-1991/1992
- Frölunda Indians 1992/1993-1994/1995, 2004/2005
- Ottawa Senators 1995/1996-2004/2005, 2005/2006-